# Millerovo
Millerovo (en russe : Миллерово) est une ville de l'oblast de Rostov, en Russie, et le centre administratif du raïon de Millerovo. Sa population s'élevait à 36 388 habitants en 2013.

## Géographie
Millerovo est située sur la rivière Gloubokaïa, dans le bassin du Don, à 194 km — 222 km par la route — au nord-est de Rostov-sur-le-Don.

## Histoire
L'origine de Millerovo remonte à 1786. Après la construction, à la fin du XIXe siècle, de la voie ferrée Rostov-sur-le-Don – Voronej – Kozlovski, le village devint un nœud ferroviaire important. Millerovo a le statut de ville depuis 1926.
Le 25 février 2022, l'aéroport militaire de la ville est frappé par un missile balistique ukrainien lors de l'invasion de l'Ukraine par la Russie.

## Population
Recensements (*) ou estimations de la population
| 1926*  | 1939*  | 1959*  | 1970*  | 1979*  |
| ------ | ------ | ------ | ------ | ------ |
| 12 801 | 24 048 | 30 005 | 34 627 | 36 195 |

| 1989*  | 2002*  | 2010*  | 2012   | 2013   |
| ------ | ------ | ------ | ------ | ------ |
| 37 346 | 38 498 | 36 499 | 36 409 | 36 388 |

## Économie
Les usines de Millerovo produisent des machines agricoles, des équipements métallurgiques, des articles en caoutchouc, des vêtements et des meubles. Il existe également une industrie agroalimentaire (farine, viande, lait, vin, etc.).